# زاك باسكال
زاك باسكال (بالإنجليزية: Zach Pascal)‏ هو لاعب كرة قدم أمريكية أمريكي، ولد في 18 ديسمبر 1994 في أبر مارلبورو في الولايات المتحدة.

## وصلات خارجية
- زاك باسكال على موقع مرجع كرة القدم المحترفة.كوم (الإنجليزية)